# Constancia Mangue

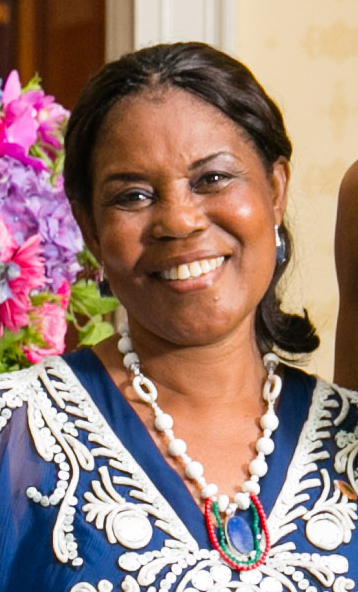
Constancia Mangue de Obiang.

Constancia Mangue Nsue Okomo oder Constancia Mangue de Obiang (geb. 20. August 1951, Angong, Äquatorialguinea), ist die First Lady von Äquatorialguinea. Sie ist die Ehefrau von Präsident Teodoro Obiang Nguema und Mutter des Vizepräsidenten Teodoro Nguema Obiang Mangue.

## Leben
Constancia Mangue erhielt ihre Schulbildung im Colegio de Religiosas de Bata. Einen Hochschulabschluss erwarb sie an der Escuela Universitaria de Formación del Profesorado Martin Luther King (Lehrerausbildung).
Am 12. Dezember 1968 heiratete sie Teodoro Obiang Nguema in Mongomo.
1979 wurde sie zur First Lady von Äquatorialguinea, nachdem ihr Mann durch den Staatsstreich an die Macht gekommen war.
1985 gründete sie das Comité de Apoyo al Niño Ecuatoguineano (Canige, Hilfskomitee für das Äquatorialguineische Kind), eine Nichtregierungsorganisation zum Schutz und zur Bildung der Jugend.
Mangue gehört auch dem Comité Nacional de la Lucha contra el SIDA (Nationales Komitee zur Bekämpfung von AIDS) und der Asociación para la Solidaridad Nacional de Minusválidos Assonam (Vereinigung der nationalen Solidarität für Behinderte Assonam) an und übernahm Leitungsaufgaben in verschiedenen sozialen Organisationen Afrikas, wie die Friedensmission der First Ladies Zentralafrikas (Misión por la Paz de las primeras damas de África Centre). Sie nahm an zahlreichen Veranstaltungen zu Frauenrechten und für die Verbesserung der Rechte der Unterschichten teilgenommen. Sie wurde mit einem Ehrendoktor der Universidad Interamericana de Ciencias Humanísticas in Buenos Aires ausgezeichnet.
Auf politischer Ebene hat sie als Mitglied des Politbüros und als Koordinatorin der Frauenvereinigung der Partido Democrático de Guinea Ecuatorial (PDGE) gewirkt. Derzeit ist sie Mitglied des Nationalen Exekutivkomitees der Partei (Junta Ejecutiva Nacional del partido).

### Geschäftsgebaren und Korruptionsvorwürfe
Mangue erwarb eine eigene Residenz im Wert von $1,15 Mio. Dollar in Potomac, Maryland. Zu einem Zeitpunkt wurden fünf Konten und drei Einlagenzertifikate bei der Riggs Bank (Washington) im Namen von Constancia Mangue geführt und ExxonMobil leistet verschiedene Zahlungen auf diese Konten. Andrew P. Swiger von ExxonMobil antwortete auf eine Anfrage von Journalisten, dass Mangue Miteigentümerin des Energieunternehmens Abayak sei, wovon sie 15 Prozent der Einkünfte erhalte.
Das Unternehmen Nusiteles, GE, welches im Jahr 2000 gegründet worden war um Telefon- und Internetdienste anzubieten, gehört ebenfalls durch eine Beteiligung bei Abayak in Teilen der Familie Obiang und in Teilen anderen hohen Funktionären von Äquatorialguinea. Seit 2004 ist Abayak die einzige Baufirma in ganz Äquatorialguinea.
Dem Präsidenten und seiner First Lady gehören ebenfalls zwei Kliniken mit dem Namen Virgen de Guadalupe. Dieser Sachverhalt wurde bekannt, als 2009 ein argentinisches Ehepaar, welches in den Kliniken gearbeitet hatte, festgenommen wurde, weil sie Gelder, Schmuck und weitere Wertgegenstände im Wert von 6,1 mio Euro gestohlen hatten.
Laut einer spanischen Quelle kam es im Oktober 2013 bei einem gemeinsamen Abendessen zu einem hitzigen Streit zwischen Constancia Mangue und Celestina Lima, einer weiteren Ehefrau von Obiang. Mangue beschuldigte Lima, die als Zweite Dame des Landes («segunda dama») bezeichnet wird, nichts für die Frauen des Landes zu tun. Im Gegenzug beschuldigte Lima Mangue, dass sie den Reichtum des Landes zu plündern. Obiang habe mehrfach eingegriffen und gedroht, die Damen in ihre Heimatdörfer zurückzuschicken.